# Chris Grube
Christian Eugene Grube (conocido como Chris Grube; Chester, 22 de enero de 1985) es un deportista británico que compite en vela en la clase 470.
Ganó una medalla de plata en el Campeonato Mundial de 470 de 2024. Participó en dos Juegos Olímpicos de Verano, ocupando el quinto lugar en Río de Janeiro 2016 y en Tokio 2020, en la clase 470.

## Palmarés internacional
| \| Campeonato Mundial \| Campeonato Mundial \| Campeonato Mundial \| Campeonato Mundial \| \| Año \| Lugar \| Medalla \| Clase \| \| ------------------ \| ------------------ \| ------------------ \| ------------------ \| \| 2024 \| El Arenal (España) \| Medalla de plata \| 470 mixto \| |                    |                  |           |
| Campeonato Mundial |                    |                  |           |
| Año | Lugar              | Medalla          | Clase     |
| 2024 | El Arenal (España) | Medalla de plata | 470 mixto |